# Imielin (métro de Varsovie)
Imielin est une station de la ligne 1 du métro de Varsovie, située à Varsovie, dans le quartier Ursynów. Inaugurée le 7 avril 1995, la station permet de desservir l'avenue de la Commission nationale de l'éducation et la rue Indira Gandhi.

## Description
La station de plain-pied est d'une largeur de 10 m pour 120 m de long. La station comporte deux nefs avec une rangée de colonnes au milieu de la plate-forme. Les couleurs principales de cette station sont le jaune, l'orange et le vert. À la surface se trouvent des escaliers ainsi que des ascensceurs pour les personnes souffrant de handicap, cette station dispose de petits commerces, de toilettes, des guichets automatiques bancaires ainsi qu'un point de service pour les usagers.
Cette station est la troisième de la Ligne 1 du métro de Varsovie dans le sens sud-nord, suivie alors de la station Stokłosy, et est la 19e dans le sens nord-sud, suivie de la station Natolin.

## Position sur la Ligne 1 du métro de Varsovie

Position de la station Imielin sur la ligne 1.